# Walter Gropp
Walter Gropp (* 21. April 1952 in Ludwigshafen am Rhein) ist ein deutscher Jurist.
Gropp studierte Rechtswissenschaften an den Universitäten Mannheim und Tübingen. Nach der Promotion 1980 bei Albin Eser in Tübingen war er Habilitationsstipendiat der Deutschen Forschungsgemeinschaft. Er absolvierte Lehr- und Forschungsaufenthalte an der Law School der University of Wisconsin in den USA, der Universität Szeged in Ungarn, an der Dokuz Eylül Üniversitesi in Izmir sowie der Kültür-Universität in Istanbul. 1990 erfolgte seine Habilitation an der Universität Freiburg. Nach Lehrstuhlvertretungen an der Universität Göttingen wurde er 1993 zum ordentlichen Professor für Strafrecht, Strafprozessrecht und Strafrechtsvergleichung an der Universität Leipzig berufen. Von 1998 bis 2018 war er ordentlicher Professor an der Justus-Liebig-Universität Gießen.